# To Catch a Predator
To Catch a Predator è un docu-reality statunitense.
Il programma, presentato da Chris Hansen, si propone di trovare e arrestare potenziali maniaci sessuali attraverso internet.
Fingendosi un'adolescente di tredici anni, la polizia attira il malintenzionato nella casa dell'ipotetica vittima, dove ad aspettarlo trova il conduttore, che dopo una "breve intervista", lo fa arrestare dalla polizia appostata nei dintorni della casa.
Mandato in onda negli Stati Uniti dalla NBC tra il 2004 e il 2007, il programma non fu più mandato in onda, perché la sua eccessiva notorietà rese troppo difficile attirare potenziali "predatori". Lo show è stato definitivamente rimosso dal palinsesto nel 2008, in seguito al suicidio del giudice Louis Conradt, scoperto a scambiare conversazioni intime con un tredicenne, in realtà impersonato da un poliziotto. Resosi conto di essere stato incastrato, Conradt si è tolto la vita proprio mentre i poliziotti e la troupe dello show, che ha filmato il tutto, stavano entrando in casa sua. La famiglia di Conradt ha fatto causa alla NBC chiedendo 105 milioni di dollari di risarcimento; la causa è stata risolta in via extra-giudiziale.
Il programma è stato trasmesso anche in Italia su varie emittenti tra le quali Class News.